# Dídimo (vigário)
Dídimo (em latim: Didymus; em grego: Διδύμος; romaniz.: Didymos) foi um oficial bizantino do final do século VI. Era filho de Silvano. Em data incerta testemunhou um documento. Antes disso, serviu em Siene, no Egito, como representante (vigário) do comandante (o tribuno) da legião ou destacamento legionário estacionado na cidade.